# Dylan McLaughlin (Schauspieler)
Dylan McLaughlin (* 2. Dezember 1993 in La Mesa, Kalifornien) ist ein US-amerikanischer Schauspieler.

## Leben
Dylan McLaughlin wurde 1993 in La Mesa, Kalifornien geboren. Im Jahr 2003 stand er für die Fernsehserien Polizeibericht Los Angeles, Lady Cops – Knallhart weiblich und The Guardian – Retter mit Herz für je eine Folge vor der Kamera. Im Jahr darauf spielte McLaughlin eine kleine Rolle in der Filmkomödie Seeing Other People. In Fußballfieber – Elfmeter für Daddy spielte er die Rolle des Sohns von Will Ferrells Charakter und das Enkelkind von Robert Duvall. Neben weiteren Folgenauftritte in Bones – Die Knochenjägerin, Journeyman – Der Zeitspringer und Emergency Room – Die Notaufnahme wirkte er in drei Folgen in der Jugendserie iCarly mit. Bekanntheit erlangte McLaughlin im Jahr 2007 vor allem für sein Engagement in den Filmen Georgias Gesetz und You’ve Got a Friend, wofür er zwei Nominierungen bei den Young Artist Awards 2008 erhielt.

## Filmografie
- 2003: Polizeibericht Los Angeles (L.A. Dragnet, Fernsehserie, Folge 1x07 Der 40 Millionen Dollar Raub)
- 2003: Lady Cops – Knallhart weiblich (Lady Cops, Fernsehserie, eine Folge)
- 2003: The Guardian – Retter mit Herz (The Guardian, Fernsehserie, eine Folge)
- 2004: Seeing Other People
- 2005: Fußballfieber – Elfmeter für Daddy (Kicking & Screaming)
- 2005: Supercross
- 2006: Bones – Die Knochenjägerin (Bones, Fernsehserie, Folge 2x03 Der Junge im Müll)
- 2007: Georgias Gesetz (Georgia Rule)
- 2007: You’ve Got a Friend (Fernsehfilm)
- 2007: Alice Upside Down
- 2007: Journeyman – Der Zeitspringer (Journeyman, Fernsehserie, Folge 1x06 Brüder)
- 2007: Emergency Room – Die Notaufnahme (ER, Fernsehserie, Folge 14x08 Wieder zurück)
- 2007–2009: iCarly (Fernsehserie, drei Folgen)

## Auszeichnungen
- 2008: Young-Artist-Award-Nominierung in der Kategorie Bester Nebendarsteller in einem Spielfilm (Comedy oder Musical) für Georgias Gesetz
- 2008: Young-Artist-Award-Nominierung in der Kategorie Bester Hauptdarsteller in einem Fernsehfilm, Miniserie oder Special für You’ve Got a Friend